# Codici ISO 639-3
Di seguito la lista completa dei Codici ISO 639-3

## Elenco
- Dalla lettera A alla B
- Dalla lettera C alla E
- Dalla lettera F alla L
- Dalla lettera M alla O
- Dalla lettera P alla S
- Dalla lettera T alla Z